# 와타리 테츠야
와타리 테츠야(일본어: 渡 哲也, 1941년 12월 28일 ~ 2020년 8월 10일)는 일본의 배우이자 가수이다. 본명은 와타세 미치히코(渡瀬 道彦)이며, 배우 와타세 츠네히코는 와타리의 남동생이다.
1965년 영화 《아바레키시도》로 데뷔했으며, 2002년 자수 훈장을 수상했다. 연예기획사 이시하라 프로모션의 2대 사장이었으며 2011년에 자리에서 물러났다.

## 주요 출연 작품

### 영화
- 1965년 《아바레키시도》
- 1966년 《동경방랑자》
- 1967년 《붉은 유성》
- 1992년 《만화 삼국지》
- 1997년 《유괴》
- 2001년 《브라더》
- 2004년 《레이디 조커》
- 2005년 《남자들의 야마토》

### 드라마
- 1970년 《미토고몬》
- 대하드라마
  - 1976년 《가쓰 가이슈》 가쓰 가이슈
  - 1996년 《히데요시》 오다 노부나가
  - 2005년 《요시츠네》 다이라노 기요모리
- 1979년 - 1984년 《서부경찰》 시리즈
- 1986년 《태양에 짖어라!》
- 1998년 《신센구미 혈풍록》 곤도 이사미
- 2004년 《동생》
- 2005년 《황혼이혼》
- 2006년 《부부》
- 2006년 《가족》
- 2008년 《얼음꽃》
- 2009년 《화려한 스파이》
- 2009년 《결혼》
- 2009년 - 2011년 《언덕 위의 구름》 도고 헤이하치로
- 2011년 《런어웨이》